# Maurice Motamed
Maurice Motamed (en persan : موریس معتمد); né en 1945, est un homme politique iranien appartenant à la communauté juive d'Iran. Succédant à Manouchehr Elyasi, il a été élu au Majlis d'Iran en 2000, puis réélu en 2004 pour représenter les 25 000 iraniens de confession juive d'Iran grâce au système iranien des sièges réservés. Aux élections législatives de 2008, il a été remplacé par Ciamak Moresadegh.
En 2000, Motamed affirmait que la vie des juifs en Iran était bien meilleure que celle d'autres Iraniens et il invitait les Iraniens juifs qui avaient émigré aux États-Unis à retourner en Iran. Motamed soutient le programme nucléaire iranien même s'il considère que les propos de Mahmoud Ahmadinejad sont parfois déplacés.